# Петрополь (Запорожский район)
Петрополь (укр. Петропіль) — село, Веселовский сельский совет, Запорожский район, Запорожская область, Украина.
Код КОАТУУ — 2322181306. Население по переписи 2001 года составляло 373 человека.

## Географическое положение
Село Петрополь находится на берегу реки Томаковка, выше по течению на расстоянии в 1 км расположено село Надия,
ниже по течению на расстоянии в 2,5 км расположено село Петропавловка.
Река в этом месте пересыхает, на ней сделано несколько запруд.
Рядом проходит автомобильная дорога Н-08.

## История
- 1928 год — дата основания.

## Экономика
- 2012 год — начало строительства центра зелёного туризма «AQUAZOO-ПЕТРОПОЛЬ»[2].